# Jan van Beuningen
Jan van Beuningen (Amsterdam, 27 januari 1667 – Curaçao, 18 september 1720) was koopman en bankier, vrijheer van Zuylenburgh, Heer van Darthuizen, en enige maanden gouverneur van Curaçao tot hij plotseling stierf, vermoedelijk als gevolg van gele koorts. Hij zou de pindacultuur op het eiland hebben geïntroduceerd.

## Biografie
Hij werd geboren als zoon van Hendrick van Beuningen en Maria Lethor en werd drie dagen later gedoopt in de Westerkerk. Van Beuningen studeerde rechten, naar alle waarschijnlijkheid in Leiden. Hij trouwde met Catharina Constantia van Leeuwen, een dochter van een dominee; zijn schoonmoeder was de zuster van Ferdinand van Collen en van Jeremias van Collen, diverse malen interim en ten slotte gouverneur van Curaçao tussen 1710-1715.
Van Beuningen woonde op de Herengracht bij het Koningsplein, net niet in de Gouden Bocht. In 1719 werd hij directeur van de Sociëteit van Suriname, maar in 1720 werd hij de opvolger van zijn jongere broer Jonathan van Beuningen (1677-1724), sinds 1715 gouverneur van Curaçao, bekend als een dynamisch heerschap dat continu ruzie met zijn raadsleden had.  In 1717 heeft Jonathan van Beuningen een afzonderlijk college ingesteld, dat zich zou bezighouden met de rechtspraak in civiele zaken tot 300 peso's. De directeur van Curaçao fungeerde als voorzitter, bijgestaan door vijf commissarissen. In 1720 vroeg hij zijn ontslag en werd opgevolgd door zijn oudere broer.
Als nieuwe directeur klaagde Jan van Beuningen in 1720 in een brief aan de Westindische Compagnie, kamer te Amsterdam:

t' is deerlijk om aan [te] sien, hoe de rampsaalige verminkte oude slaave, om de duurte van de mais door haar onmedoogende meesters vrijgegeeve, weggejaagt en van honger langs de straate kruypende, met gekerm het ijnde van haar beclaaglik leeve, all brullende soeke. Met honde is meer deernis in Neerlant.

### Overlijden
Hij overleed na vier dagen ziekte; een schok op het eiland. Vermoedelijk stierf hij als gevolg van de gele koorts.
- Gemeinsame Normdatei: 135549299
- International Standard Name Identifier: 0000 0000 2789 8077
- Nederlandse Thesaurus van Auteursnamen: 273418262
- RKD-Nederlands Instituut voor Kunstgeschiedenis: 435564
- Virtual International Authority File: 1230845
- WorldCat: E39PBJfWTTHwVGYJr978D7ppT3